# System rekrutacyjny
System rekrutacyjny (ang. applicant tracking system lub ATS, dosłowne tłumaczenie: system śledzenia aplikacji) – system informatyczny służący do zarządzania rekrutacją, w szczególności poprzez gromadzenie kandydatów na stanowiska pracy i zarządzanie kandydatami w toku procesu rekrutacyjnego. Systemy rekrutacyjne spełniają podobną funkcję do systemów CRM, z tą różnicą, że w centrum uwagi systemów rekrutacyjnych znajduje się kandydat aplikujący na stanowisko pracy. Systemy rekrutacyjne przypominają CRM (systemy zarządzania relacjami z klientami), ale przeznaczone są do zarządzania relacjami z kandydatami do pracy.
Współczesne systemy ATS nie ograniczają się jedynie do przechowywania danych o kandydatach – coraz częściej pełnią funkcję narzędzi wspierających budowanie pozytywnych doświadczeń kandydatów (tzw. Candidate Experience) poprzez zapewnienie szybkiej komunikacji, transparentnego procesu rekrutacyjnego i spersonalizowanego podejścia do aplikujących.

## Historia
W 1996 roku powstał jeden z pierwszych informatycznych systemów rekrutacyjnych o nazwie Viasite. System Viasite dostępny był jako portal ogłoszeniowy, z którego mogli korzystać zarówno kandydaci jak i pracodawcy. W 1999 roku Viasite zmienia nazwę na Recruitsoft i następnie udostępnia internetowy system zarządzania rekrutacją.

## Funkcjonalności
Systemy rekrutacyjne udostępniają wiele funkcji związanych z pozyskiwaniem kandydatów, prowadzeniem procesów rekrutacyjnych i raportowaniem. Wśród kluczowych funkcjonalności obecnych systemów rekrutacyjnych wymienić można:
- pozyskiwanie kandydatów
- zarządzanie kandydatami w procesach rekrutacyjnych
- zarządzanie komunikacją z kandydatami i pracownikami pracodawcy, którzy biorą udział w procesie rekrutacyjnym
- zarządzanie bazą kandydatów, w szczególności w zakresie ich danych osobowych
- raportowanie wskaźników rekrutacyjnych

## Korzyści
Do najważniejszych korzyści stosowania systemów rekrutacyjnych należy oszczędność czasu, a w konsekwencji kosztów związanych z prowadzeniem procesów rekrutacyjnych. Redukcja czasu i kosztów rekrutacji wynika z automatyzacji zadań związanych z prowadzeniem procesów rekrutacyjnych, takich jak:
- wyszukiwanie kandydatów we własnych zasobach oraz w zasobach internetowych
- publikowanie ogłoszeń rekrutacyjnych
- gromadzenie aplikacji kandydatów
- uzyskiwanie od kandydatów dodatkowych informacji za pomocą pytań aplikacyjnych
- analizowanie dokumentów aplikacyjnych
- komunikowanie się z kandydatami i innymi uczestnikami procesów rekrutacyjnych
- zarządzanie danymi osobowymi kandydatów
- raportowanie

Dzięki poprawie Candidate Experience, nowoczesne systemy ATS wpływają również pozytywnie na wizerunek pracodawcy (Employer Branding), co może zwiększać zainteresowanie ofertami pracy i poprawiać jakość pozyskiwanych aplikacji.